# Underbelly Files: Infiltration
Underbelly Files: Infiltration es un exitosa película dramática australiana hecha para la televisión estrenada el 14 de febrero del 2011 por medio de la cadena Nine Network. Es la segunda de tres películas realizadas para la televisión derivadas de la exitosa serie dramática Underbelly. 
Infiltration es una adaptación a la pantalla de la novela autobiográfica escrita por el expolicía Colin McLaren, la cual sigue la historia de cómo Colin y su compañera Jude arriesgan sus vidas viviendo secretamente por varios años en Griffith, Victoria, Australia e infiltrándose en la letal y peligrosa rama local de la mafia para intentar destruirla.

## Historia
Se centra en los hechos verídicos del detective Colin McLaren, quien se hizo pasar por un comerciante de arte sombrío durante 18 meses y logró infiltrarse en la rama australiana de la mafia calabresa para destruirla. Durante el proceso Colin se hace amigo de la familia Russo y eventualmente se convierte en uno de sus amigos más cercanos y queridos. El resultado fue el mayor triunfo de su carrera logrando atrapar a 11 de los mafiosos más malvados de Australia y llevándolos a la cárcel.

## Personajes Principales
| Actor              | Personaje                    | Trabajo               |
| ------------------ | ---------------------------- | --------------------- |
| Sullivan Stapleton | Colin McLaren                | Policía               |
| Jessica Napier     | Jude Gleeson                 | Policía               |
| Valentino del Toro | Antonio Russo                | Criminal              |
| Emma de Clario     | María Russo                  | -                     |
| Mirko Grillini     | Rocci Russo                  | -                     |
| Fantine Banulski   | Louise Russo                 | -                     |
| Luke Christopoulos | Tony Russo                   | -                     |
| Roy Billing        | Robert "Aussie Bob" Trimbole | Traficante & Criminal |
| Buddy Dannoun      | Rosario Torcaso              | -                     |
| Stephen Lopez      | Dominic Torcaso              | -                     |
| Tottie Goldsmith   | Sarah Herlihy                | -                     |
| Kassandra Clementi | Chelsea McLaren              | -                     |
| Rai Fazio          | Massimo Falzetta             | -                     |
| Al Vila            | Carlo Ricci                  | -                     |
| Arthur Angel       | Vinnie Messina               | -                     |
| Natalie Pantou     | Elise Messina                | -                     |
| Steve Hayden       | Geoffrey Bowen               | -                     |
| Alex Borg          | Peter Wallis                 | -                     |
| Alfredo Malabello  | Vito                         | -                     |
| Henry Nixon        | Leigh                        | -                     |
| Doug Bowles        | Ziggy                        | -                     |

### Personajes Menores
| Actor             | Personaje | Trabajo                   |
| ----------------- | --------- | ------------------------- |
| Brian Gore        | -         | Asociado de Melbourne     |
| Glenda Linscott   | Sandra    | -                         |
| Richard Piper     | Roger     | -                         |
| Matthew Green     | -         | Víctima de Asesinato      |
| Donna Matthews    | Bubbles   | -                         |
| Ange Arabatzis    | Nico      | -                         |
| Josh Price        | Tiny      | -                         |
| Meisha Lowe       | Kim       | -                         |
| Milessa Howard    | -         | Amiga del Chelsea         |
| Kevin Stewart     | -         | Comisionado de la Policía |
| Adam Williams     | -         | S.E.R.T.                  |
| Mark Goodrem      | -         | Secretario                |
| Josh Higginson    | -         | Abogado Defensor          |
| Darran Scott      | -         | Magistrado                |
| Susan Davidson    | Mónica    | -                         |
| Madeleine Harding | Rachel    | -                         |
| Serge Vercion     | -         | Agricultor                |
| Rhenna Duff       | -         | Prostituta                |

## Producción & Rating
Infiltration fue dirigida por Grant Brown y producida por Peter Gawler y Elisa Argenzio. La actriz Jessica Napier, quien interpreta a Jude, también es la narradora de los hechos.
Salió al aire el 14 de febrero de 2011 a las 8:30 y obtuvo una audiencia de 1.113 millones de espectadores la cual clasificó la película en el número seis de esa noche. La anterior película Underbelly Files: Tell Them Lucifer Was Here obtuvo una audiencia de 1.377 millones de espectadores.